# 阿波罗8号宇航员朗读创世记
美国的阿波罗8号是首次环绕月球轨道的载人航天任务，共有约1200名记者进行报道，其中英国广播公司（BBC）的报道在54个国家通过15种语言播出。苏联的真理报甚至在报道时没有加入往常的反美国评论。当时世界人口中的四分之一观看了现场直播或是預錄播出。
1968年12月24日，阿波罗8号向地球进行的第四次电视转播创造了全世界观众人数记录。在这次转播中，阿波罗8号的三位宇航员在环绕月球时朗读了圣经创世记中的段落使整个世界感到惊讶。

## 全文
原文是英文欽定版聖經。這裡列出的中文譯本則以和合本為準。
威廉·安德斯：
阿波罗8号有一个给地球上所有人的消息。 
起初神创造天地。地是空虚混沌。渊面黑暗。神的灵运行在水面上。神说，要有光，就有了光。神看光是好的，就把光暗分开了。
吉姆·洛弗尔：
神称光为昼，称暗为夜。有晚上，有早晨，这是头一日。神说，诸水之间要有空气，将水分为上下。神就造出空气，将空气以下的水，空气以上的水分开了。事就这样成了。神称空气为天。有晚上，有早晨，是第二日。
弗兰克·博尔曼：
神说，天下的水要聚在一处，使旱地露出来。事就这样成了。神称旱地为地，称水的聚处为海。神看是好的。
这里是阿波罗8号，在结束时，我们想说晚安，好运，圣诞快乐，上帝保佑你们，在地球上的每一个人。

## 影响
任务结束后在世界各地出席活动时，博尔曼会见教皇六世时，教皇告诉他：“我一生都在努力向世界说出你在平安夜时所说的话（.）”。

## 法律纠纷
无神论者麦达琳·默里·欧黑尔后来因为此事而起诉美国国家航空航天局，导致了大量的争议；她希望法庭禁止身为公务员的美国宇航员们在太空公开进行宗教活动。这个要求被法庭驳回，但也使航空航天局在阿波罗计划接下来的任务中要求宇航员不要在太空公开议论关于宗教的问题。执行了阿波罗11号的巴兹·奥尔德林在登月后进行了圣餐礼；他多年都没有揭露这件事，当时仅仅是间接地提起过。